# Język seczelt
Język seczelt – krytycznie zagrożony wymarciem język z rodziny salisz, używany przez plemię Seczelt. Blisko spokrewniony z językiem squamish, halkomelem oraz nuksak.